# 東インド・中国艦隊 (イギリス)
東インド・中国艦隊（East Indies and China Station）は1831年から1865年まで存在したイギリス海軍の艦隊（ただし、原語はFleetではなくStation）である。

## 歴史
東インド・中国艦隊は、東インド艦隊を拡大する形で1831年に設立され、1865年東インド艦隊と中国艦隊に再編された。担当地域はインド洋、中国沿岸及び航行可能な河川であった.。
イギリス海軍はしばしばこれら地域の商業利益のために行動することがあったが、それら地域の領土主権を求めるようなことは任務に含まれていなかった。

## 歴代司令官
歴代司令官は以下の通りである

- John Gore中将（1831年-1834年）
- Thomas Capel少将（1834年-1837年）
- Frederick Maitland少将（1837年-1840年）
- James Bremer少将（1840年1月-1840年7月）
- George Elliot少将（1840年7月-1840年11月）
- James Bremer少将（1840年11月-1841年10月）
- William Parker少将（1841年-1844年）
- Thomas Cochrane少将（1844年-1846年）
- Samuel Inglefield少将（1846年-1848年）
- Francis Collier少将（1848年-1849年）
- チャールズ・オースティン少将（1850年-1852年）
- フリートウッド・ペリュー少将（1852年-1854年）
- ジェームズ・スターリング少将（1854年-1856年）
- Michael Seymour少将（1856年-1859年）
- ジェームズ・ホープ少将（1859年-1862年）
- オーガスタス・キューパー少将（1862年-1864年）
- George King少将（1864年-1865年）

## 参考資料
1. 1 2 3  William Loney RN
2. ↑  Royal Navy foreign stations